# Longerich (Köln)
Longerich (auf Kölsch: Lunke) ist ein linksrheinischer Stadtteil von Köln im Stadtbezirk Nippes.

## Geografie
Longerich grenzt im Osten an den Stadtteil Niehl, im Süden an Weidenpesch und Bilderstöckchen, im Westen an Ossendorf und im Norden an Lindweiler, Heimersdorf und Seeberg. Es besteht aus dem alten Dorf Longerich, das spätestens im Frühmittelalter existierte, ferner der alten und der neuen Gartenstadt und der sogenannten „Ungarnsiedlung“.

## Geschichte
Die Einwohner Longerichs nennen ihren Stadtteil mundartlich Lunke. Entsprechend lautet der Karnevalsruf „Lunke Alaaf“. Longerich bzw. Lunke leiten sich von de älteren Form Lunrike oder Lunreke, deren Endung auf lateinisch -iacum zurückgeht, was ein Hinweis auf die römische Zeit zu sein scheint. Da Longerich an der westlichsten der drei römischen Straßen von Köln nach Neuss lag, ist eine Besiedlung schon zur Römerzeit nicht ausgeschlossen. Diese Straße wurde in der Römerzeit überwiegend dann benutzt, wenn die beiden näher am Rhein gelegenen Straßen wegen Hochwassers nicht passierbar waren.
Über die Zeit im Mittelalter ist wenig bekannt. Kurz nach 900 erfolgt die erste urkundliche Erwähnung. Die erste Erwähnung der Longericher Kirche stammt aus dem Jahr 1080; möglicherweise hatte der Ort aber bereits im 9. Jahrhundert eine Kirche. Ein Nachfolgebau dieses Gotteshauses aus dem Jahr 1797, der den Turm der Vorgängerkirche einbezog, wurde 1913 abgerissen, nachdem im Jahr 1900 ein Neubau auf einem benachbarten Grundstück fertiggestellt worden war.
Longerich gehörte bis 1794 zum Dingstuhl Griesberg im kurkölnischen Amt Hülchrath. 1794 wurde Longerich französisch. Während dieser Zeit wurde nach französischem Vorbild die Mairie de Longerich eingerichtet, die zum Kanton Weiden im Arrondissement Köln des Rur-Departements gehörte. Aus der Mairie wurde 1815 unter preußischer Herrschaft die Bürgermeisterei Longerich, die seit 1816 zum Landkreis Köln gehörte. Neben dem namensgebenden Kirchdorf Longerich gehörten auch Heimersdorf, Lindweiler, Mauenheim, Niehl, Nippes, Riehl, Volkhoven und Weidenpesch zur Gemeinde bzw. Bürgermeisterei Longerich.
Der Sitz der Bürgermeisterei wurde 1862 von Longerich nach Nippes verlegt. Nippes, Mauenheim und Riehl wurden am 1. Januar 1886 von der Gemeinde Longerich abgetrennt und zu einer eigenen Gemeinde Nippes zusammengefasst. Die Bürgermeisterei Longerich bestand seitdem aus den beiden Gemeinden Longerich und Nippes. Am 1. Januar 1887 wurde die Gemeinde Nippes aus der Bürgermeisterei Longerich ausgegliedert und zu einer eigenen Bürgermeisterei erhoben. Am 1. April 1888 wurden die Gemeinden Longerich und Nippes und damit das gesamte alte Gebiet der Bürgermeisterei Longerich nach Köln eingemeindet.
Nach der Umsiedlung der alten Kirche auf das Nachbargelände entstand auf dem alten Kirchplatz in Erinnerung an die Gefallenen der Kriege des letzten Jahrhunderts eine Parkanlage (Kriegerplatz) mit einem Kriegerdenkmal. Während des Zweiten Weltkrieges erlitt Longerich große Schäden. Nach 1956 wuchs Longerich durch den Bau der Gartenstadt-Nord um das Mehrfache seiner bisherigen Größe.

### Bürgermeister
| - 1812–1826: Engelbert Denhoven - 1826–1833: Franz Karl Denhoven - 1833–1837: Friedrich Frenger (kommissarisch) | - 1837–1858: Theodor Rosell - 1858–1888: Wilhelm Eich |

## Bevölkerungsstruktur
Struktur der Bevölkerung von Köln-Longerich (2021):
- Durchschnittsalter der Bevölkerung: 44,6 Jahre (Kölner Durchschnitt: 41,4 Jahre)
- Ausländeranteil: 15,3 % (Kölner Durchschnitt: 19,3 %)
- Arbeitslosenquote: 6,2 % (Kölner Durchschnitt: 8,6 %)

## Longericher Viertel

### Alt-Longerich

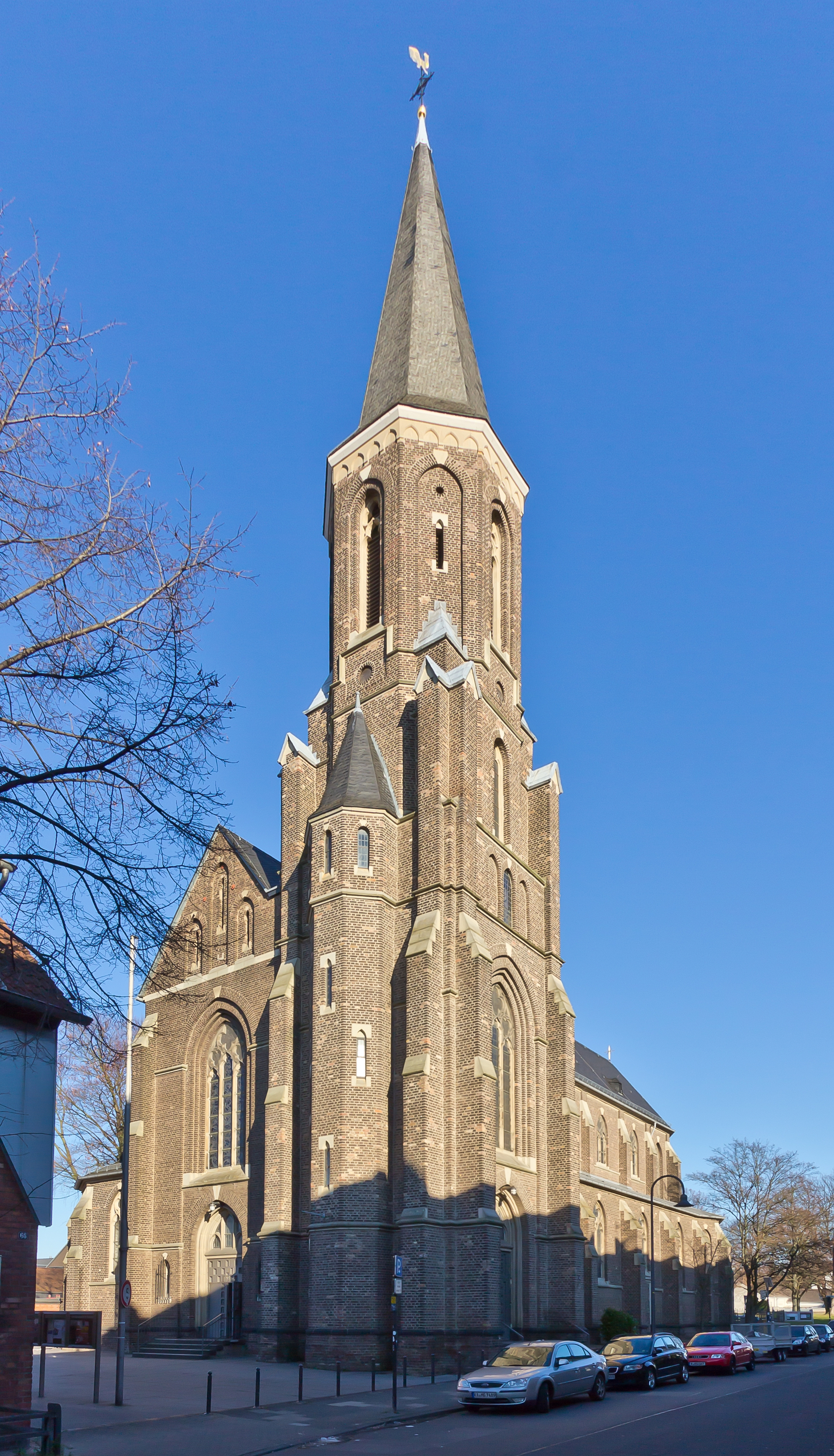
St. Dionysius Longerich (Foto: 2013)

Viele Jahrhunderte lang war Longerich ein Bauerndorf nordwestlich von Köln. Mit dem Bau der Eisenbahnstrecke Köln-Neuss-Krefeld 1855 bekam Longerich einen Bahnhof, der einige hundert Meter nördlich des Ortes angelegt wurde. 1934 wurde er am Ortsrand neu gebaut. Heute halten dort Züge der S-Bahn-Linien S 11 und S 6. Die Grundschule in Alt-Longerich wurde 1832 vom damaligen Bürgermeister, Franz Carl Denhoven, gegründet. Die 1899 in neugotischem Stil neu errichtete katholische Pfarrkirche St. Dionysius (Architekt: Vincenz Statz) liegt im historischen Ortskern.

### Alte Gartenstadt
Die Alte Gartenstadt-Nord wurde 1936 gegründet. Sie bestand aus massiven Einfamilienhäusern und Gärten zur Selbstversorgung der Bewohner mit Gemüse, Obst und Kleinvieh. Im Zweiten Weltkrieg wurden einige dieser Häuser von Brandbomben getroffen. Von 1950 bis 1952 entstand die Pfarrkirche Christ König (Architekt: Fritz Schaller), deren Pfarrbezirk den östlichen Teil des Stadtteils abdeckte.

### Ungarnsiedlung
Der Ungarnaufstand 1956 hatte eine Flüchtlingswelle zur Folge, einige Flüchtlinge gelangten nach Longerich. Die Reihenhauszeilen der sogenannte Ungarnsiedlung zwischen der Johannes-Rings-Straße und dem Militärring in der Meerfeldstraße waren ursprünglich abwechselnd mit ungarischen und deutschen Bewohnern belegt, um einen Ghettocharakter zu vermeiden.

### Neue Gartenstadt

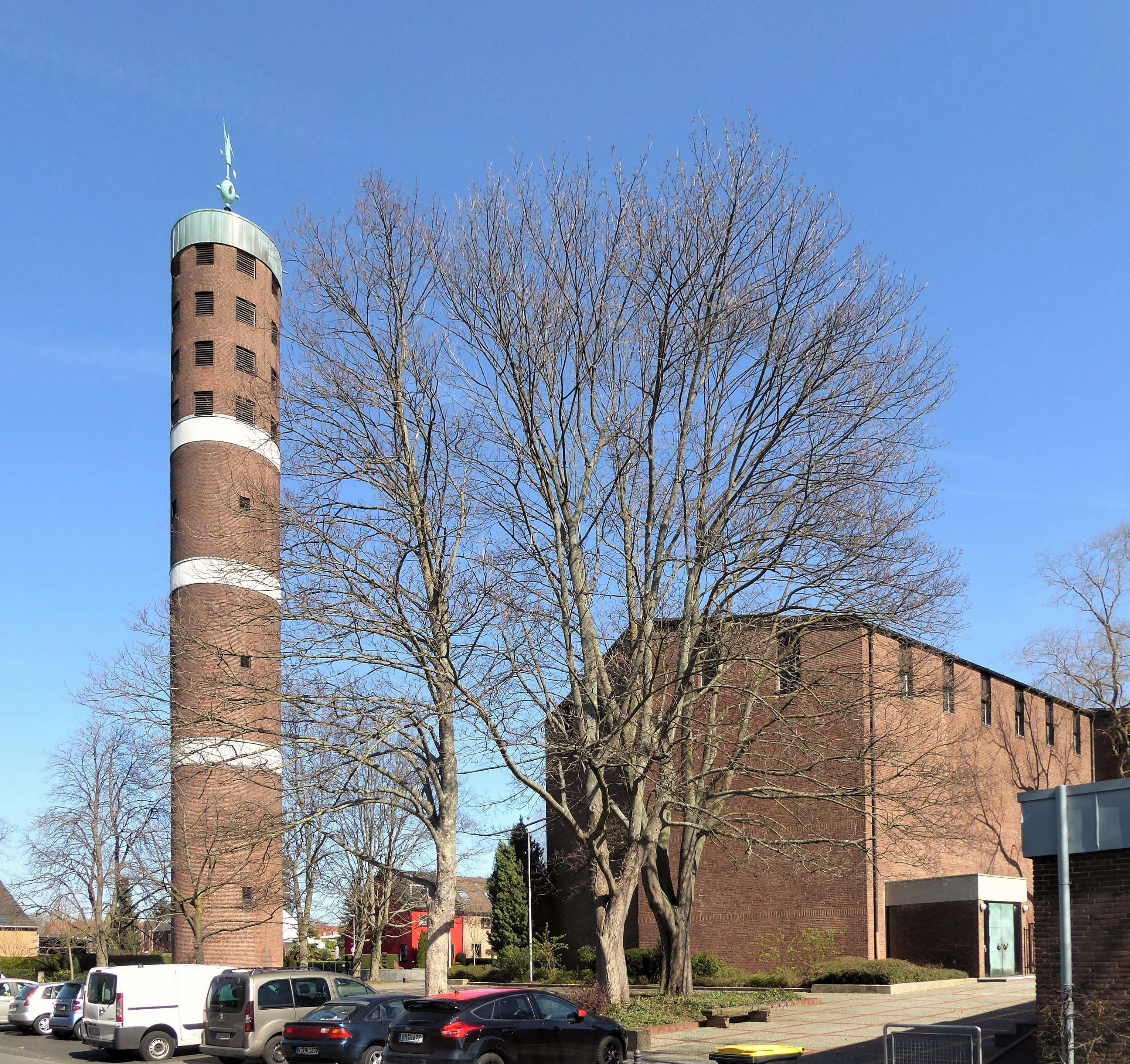
St. Bernhard (Foto: 2017)

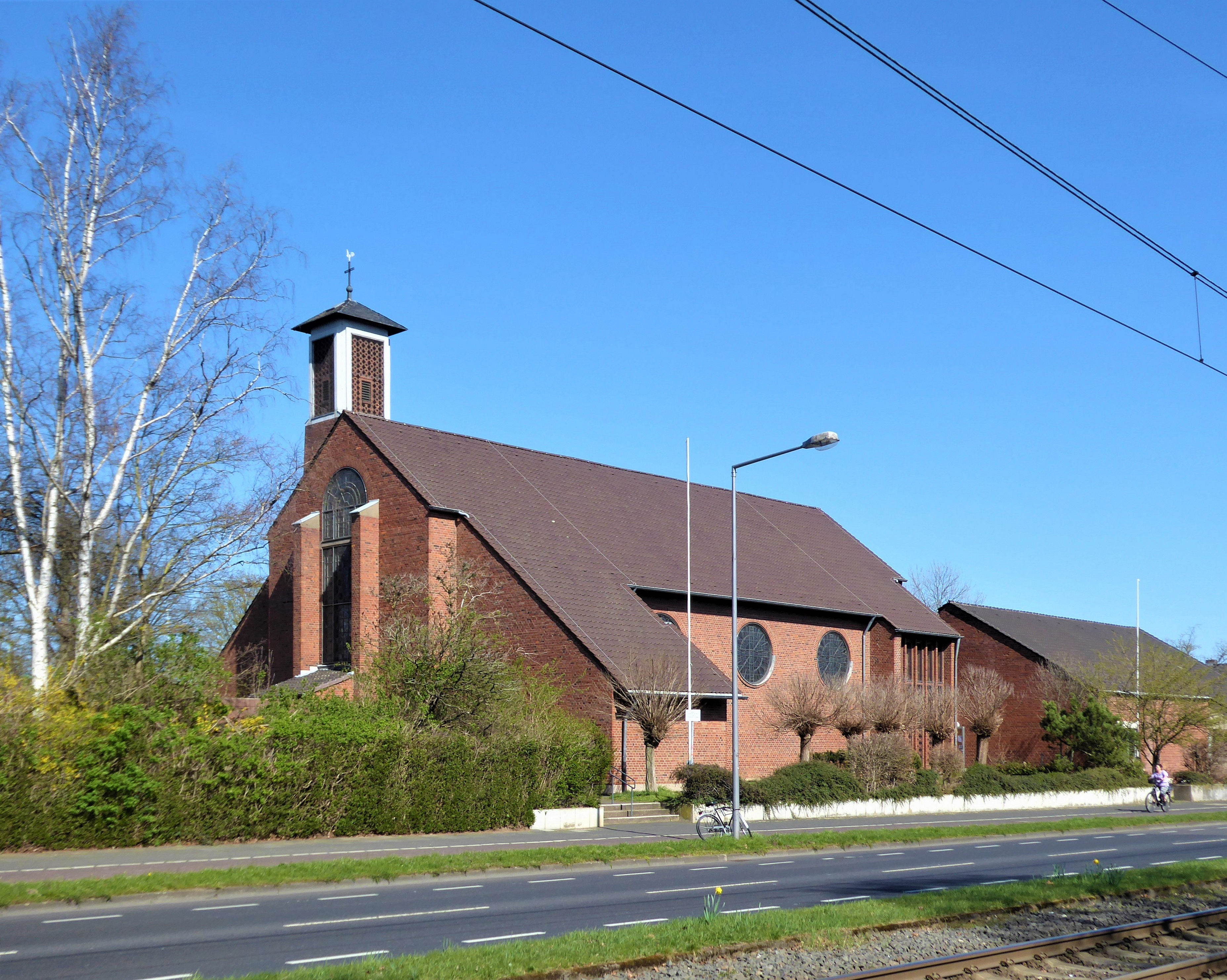
Kirche Christ-König, parallel zu Straßenbahn und Johannes-Rings-Straße errichtet (Foto: 2021)

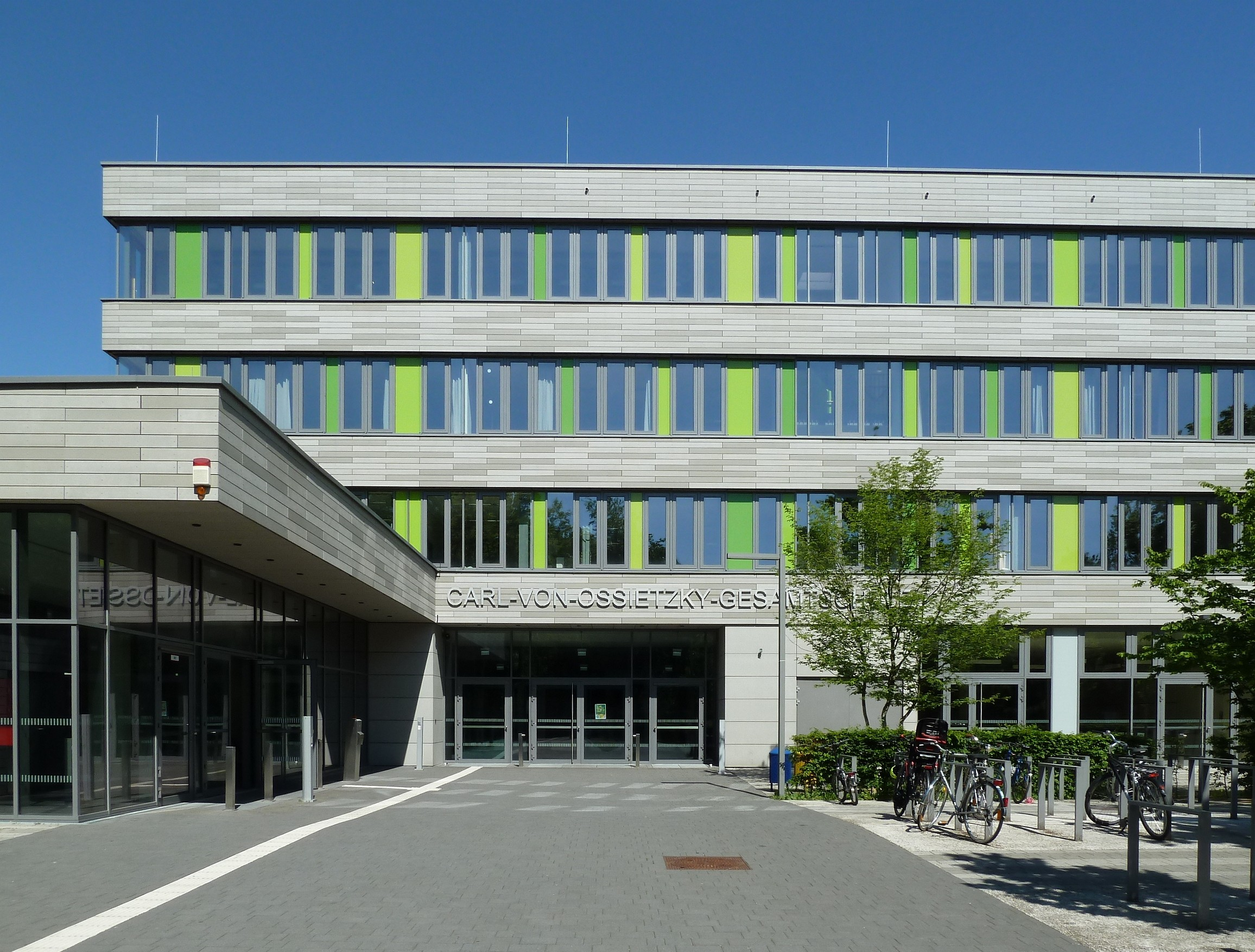
Die Carl-von-Ossietzky-Gesamtschule (Foto: 2025)

Anlässlich des Katholikentags in Köln im Jahr 1956 wurde in der Neuen Gartenstadt in Longerich der Grundstein der sogenannten „Katholikentagssiedlung“ gelegt, die auf einem ursprünglich meist landwirtschaftlich genutzten Gebiet als eine Siedlung mit Einfamilienhäusern für kinderreiche katholische Familien entstand. Den ersten Spatenstich tat der Kölner Regierungspräsident Wilhelm Warsch am 16. Juli 1956, die Einweihung der Siedlung erfolgte am 12. September 1959 durch den Kölner Erzbischof, Josef Kardinal Frings.
In der Siedlung, die zeitweise als die kinderreichste Europas galt, entstand 1961 die katholische Pfarrkirche St. Bernhard (Architekt: Fritz Lill) und 1963 die evangelische Immanuelkirche (Architekt: Gottfried Tucholski). Ab 2004 bildeten die beiden ehemals eigenständigen katholischen Pfarrgemeinden der Gartenstadt eine gemeinsame Pfarrei, Christ König und St. Bernhard mit zwei Kirchen. Im Frühjahr 2008 wurde die Kirche St. Bernhard nach fast zweijährigen Restaurierungsarbeiten wegen eines baufälligen Daches wiedereröffnet. Seit dem 1. Januar 2010 sind alle katholischen Gemeinden Longerichs (einschließlich der des Nachbarstadtteils Köln-Lindweiler) in einer gemeinsamen Pfarrei unter dem Patronat der Alt-Gemeinde St. Dionysius vereint. Hier befindet sich auch die Carl-von-Ossietzky-Gesamtschule.

## Infrastruktur

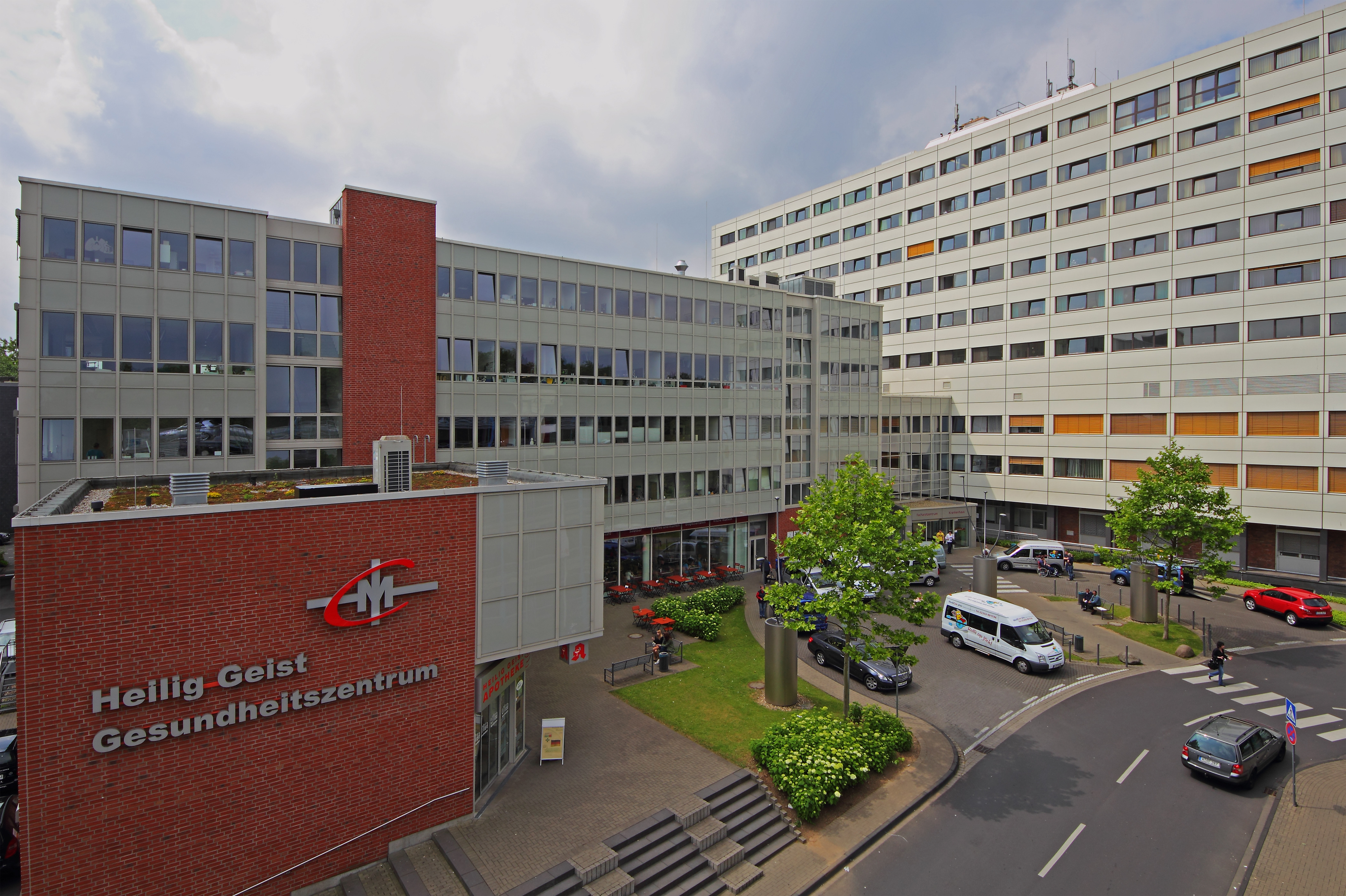
Heilig-Geist-Krankenhaus (Foto: 2012)

Nach der Zerstörung des Klosters der Cellitinnen zur Hl. Maria in der Kupfergasse in Köln im Zweiten Weltkrieg 1943 wurde 1959 in der Graseggerstraße in Longerich ein neues Mutterhaus der Ordensgemeinschaft erbaut. Anfängliche Pläne der Ordensschwestern, auf ihrem Gelände ein Seniorenhaus zu errichten, wurden nicht realisiert. Alternativ entstand das im Januar 1964 fertiggestellte für 330 Patienten ausgelegte Heilig-Geist-Krankenhaus. 2007 wurde es um ein großes Ärztehaus erweitert und modernisiert. Es trägt an seiner Front als Zeichen des Ordens ein großes „C“.
Longerich hat vier Kirchen (drei römisch-katholische, St. Dionysius, Christ König und St. Bernhard, sowie eine evangelische, die Immanuelkirche) und zwei Kapellen. Eine von diesen ist die ehemalige Lutherkapelle, die 1933 von der evangelischen Gemeinde aus einem alten Stall zu einer Gottesdienststätte umgebaut worden ist. Heute dient die Kapelle der äthiopisch-orthodoxen Kirchengemeinde als Gotteshaus.
Der alte Ortskern Longerich besitzt zahlreiche Einzelhandelsgeschäfte auf den Hauptgeschäftsstraßen Longericher Hauptstraße und Grethenstraße; in den Bereichen der Gartenstadt sind weitere Geschäftsinseln angesiedelt. Im Norden des Stadtteils befindet sich die Lüttich-Kaserne. Hier wurde am 5. Oktober 2006 die Stammdienststelle der Bundeswehr (seit 1. Dezember 2012 Bundesamt für das Personalmanagement der Bundeswehr) in Dienst gestellt.

### Verkehr

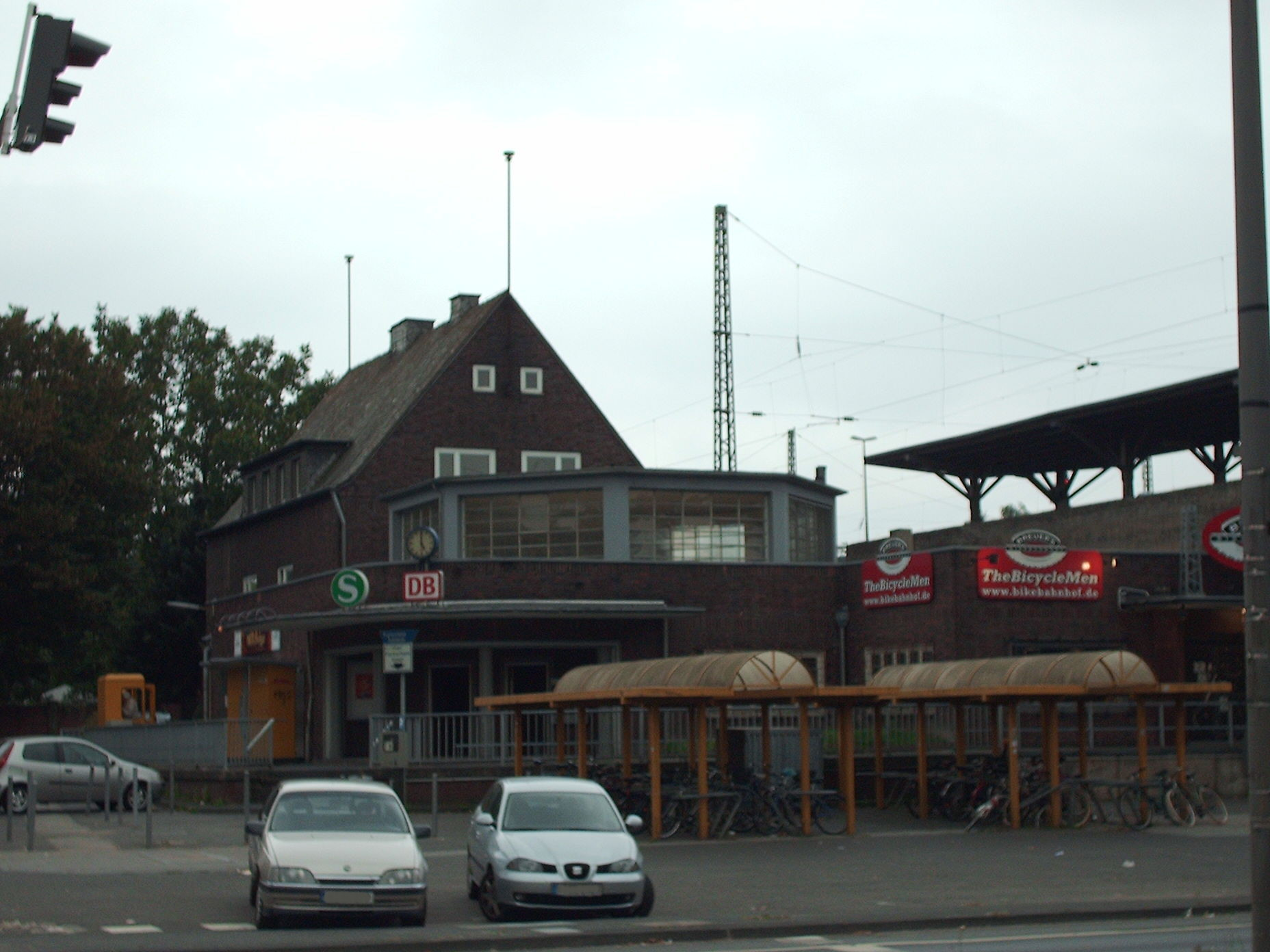
S-Bahnhof (Foto: 2006)

Der Bahnhof Köln-Longerich liegt an der Bahnstrecke Köln–Kleve. Im öffentlichen Nahverkehr ist Longerich durch die S-Bahn und die Stadtbahn (Linie 15 und 12) angebunden. Buslinien verbinden Longerich von der zentralen Haltestelle Longericher Straße und dem S-Bahnhof mit anderen Stadtteilen.
Die Anbindung an das überörtliche Straßennetz erfolgt vor allem über die Anschlussstelle Köln-Longerich der Bundesautobahn A 57. Das Autobahnkreuz Köln-Nord und somit die Bundesautobahn A 1 sind von dieser Anschlussstelle unmittelbar zu erreichen. Das nordöstliche Ende des Stadtteils wird von der Bundesstraße B 9 tangiert.

### Sport
Zu den traditionellen Sportarten in Longerich zählt neben dem Handball, der mit dem Verein Longericher Sport Club in der 3. Handball-Bundesliga vertreten ist, der Radsport. Der RRC „Günther 1921“ Köln-Longerich (seit 2018 fusioniert zu Cologne Cycling Club) richtet nicht nur seit 1952 am Pfingstmontag das populäre Radrennen „Cologne Classic“ (früher: „Rund um Longerich“) in Longerich aus, sondern stellt mit Wilfried Peffgen auch einen dreifachen Steherrennen-Weltmeister.

## Gegenwart
Heute ist Longerich ein überwiegend von Einfamilienhaussiedlungen geprägter, von Grünanlagen durchzogener Stadtteil. Im alten Ortsteil mit seiner traditionsverbundenen Lebensart ist das Umfeld stark vom Vereinsleben und der Kirchengemeinde geprägt. Es besteht ein Karnevalsverein, der einen großen Stadtteilumzug organisiert, ein Schützenverein, der ein jährliches Schützenfest begeht, die Freiwillige Feuerwehr Longerich, die ebenfalls einmal im Jahr ein Fest ausrichtet, und ein Bürgerverein, der sich für Belange der Longericher Bürger einsetzt. Im gesamten Stadtteilgebiet existieren drei Kinderchöre, ein Jugendchor, vier Kirchenchöre, ein Männerchor, ein überregional beachteter Kammerchor, ein Blasorchester, mehrere Rock- und Pop-Bands sowie zwei Musikschulen; damit einhergehend finden zahlreiche Konzertveranstaltungen statt.